# 비니시우스 주니오르
비니시우스 조제 파이샹 지 올리베이라 주니오르(포르투갈어: Vinícius José Paixão de Oliveira Júnior, 브라질 포르투갈어 발음: [viˈnisjuz ˈʒũɲoʁ]; 2000년 7월 12일~)는 비니시우스 주니오르로도 알려져 있는 브라질의 축구 선수로 현재 레알 마드리드에서 윙어 포지션에서 뛰고 있다. 세계 최고의 축구 선수 중 한 명으로 여겨지는 비니시우스는 드리블 기술, 높고 폭발적인 페이스, 플레이메이킹으로 유명하다.
비니시우스는 상곤살루 출신으로, CR 플라멩구에서 16세의 나이로 성인 무대에 데뷔했다. 몇 주 후, 비니시우스는 라 리가의 레알 마드리드로 이적하였고, 640억에 계약을 맺었는데, 이는 U-18 선수로는 브라질 최고 기록이다. 비니시우스는 2018-19 시즌에 레알 마드리드 데뷔전을 치렀다. 4번째 시즌에 비니시우스는 레알 마드리드 선수단의 주축 선수로 자리매김했는데, 구단이 2021-22 시즌 라 리가 우승을 거두도록 도왔고, 레알 마드리드의 2022년 UEFA 챔피언스리그 결승전에서 결승골을 기록했다.
브라질 청소년 시절, 그는 2015년 남미 U-15 축구 선수권 대회와 2017년 남미 U-17 축구 선수권 대회에서 우승의 핵심 선수였고,  또 비니시우스는 여러 대회에서 득점 선두를 차지했다. 그는 2021년 성인 국가대표팀 데뷔전을 치렀고, 2021년 코파 아메리카에서 조국을 준우승으로 이끌었고, 카타르 월드컵에서 브라질 대표로 출전했다.

## 클럽 경력

### CR 플라멩구

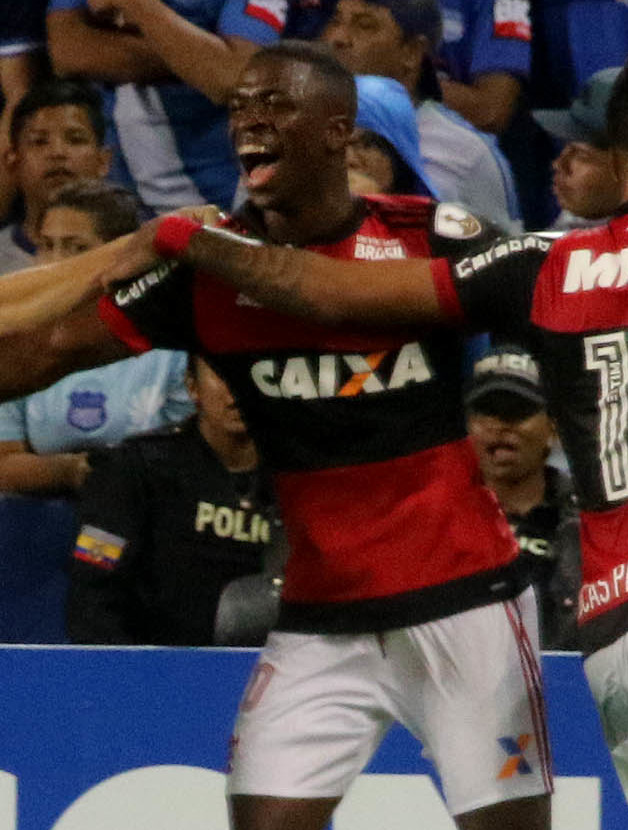
2018년 플라멩구에서 뛰고 있는 비니시우스 주니오르

2017년 5월 13일, 비니시우스는 캄페오나투 브라질레이루 세리이 A 에서 아틀레치쿠 미네이루와 1-1 동점상황에 82분 교체로 들어가 플라멩구 데뷔전을 치렀다. 이틀 후, 비니시우스는 2019년부터 2022년까지 구단과 계약을 연장했고, 상당한 연봉 인상과 이적료가 550억에서 640억으로 증가했다. 이 재계약은 비니시우스의 레알 마드리드 이적 과정 중 하나로 보도되었는데, 이는 만 18세가 넘으면 해외 리그 진출이 가능한 브라질 리그 특성 때문에 두 구단이 합의한 것이었다. 비니시우스는 레알 마드리드 외에도 맨체스터 유나이티드, 아스날, 첼시 FC의 관심을 받았다.
2017년 8월 10일, 팔레스티노와의 코파 수다메리카나 2라운드 경기에서 비니시우스는 72분에 교체 투입된 지 30초 만에 한 골을 넣어 프로 데뷔골을 터트렸다. 8월 19일, 그는 2-0으로 이긴 아틀레치쿠 고이아니엔시와의 경기에서 CR 플라멩구 소속으로 첫 브라질 리그 골을 기록했다. 비니시우스는 브라질 축구 유망주들의 쇼케이스이기도 한 상파울루 유스컵에서 6경기 5골 3도움을 기록하며 이름을 알렸다.

### 레알 마드리드
2017년 5월 23일, 라 리가의 레알 마드리드는 비니시우스의 18세 생일 후 2018년 7월 12일에 비니시우스와 계약했다. 그는 당시 670억에 이적했는데, 이는 브라질 축구 역사상 네이마르에 이어 두 번째로 큰 이적료이자, 브라질 구단이 이적료로 받은 금액 중 가장 큰 금액이며, 19세 미만 축구 선수에게 구단이 지불한 금액 중 가장 높은 금액이다. 비니시우스는 원래 2018년 7월에 브라질에 임대로 돌아올 예정이었다.

#### 2018-21 스페인 적응 시즌
2018년 7월 20일, 비니시우스는 공식적으로 레알 마드리드 선수가 되었다. 비니시우스는 등번호 28번을 받았다. 9월 29일, 비니시우스는 아틀레티코 마드리드와의 경기에서 87분에 교체로 들어가 첫 경기를 치렀다. 비니시우스는 10월 31일, 4-0으로 이긴 멜리야와의 코파 델 레이 원정 경기에서 첫 선발 출전을 했고, 비니시우스는 마르코 아센시오와 알바로 오드리오 졸라의 도움을 받아 마르카 신문의 경기 최우수 선수로 선정되었다. 11월 3일, 그는 2-0으로 이긴 레알 바야돌리드와의 경기에서 교체로 들어가 10분 만에 첫 골을 기록했다. 2019년 9월 29일 데뷔전과 2019년 2월 7일 데뷔전 사이에 4골을 기록했다. 3월 6일, 비니시우스는 AFC 아약스와의 경기에서 인대가 파열되어 시즌을 마감했다.
2019년 12월 11일, 그는 3-1로 이긴 클루브 브뤼허와의 2019-20 시즌 원정 경기에서 UEFA 챔피언스리그 첫 골을 기록했다. 2020년 3월 1일에는 비니시우스는 2-0으로 이긴 바르셀로나와의 엘 클라시코 경기에서 첫 골을 기록했다. 비니시우스는 리그에서 29경기에 출전해 3골을 넣었고, 레알 마드리드는 2019-20 시즌 라 리가 우승을 차지했다.
2021년 4월 6일, 비니시우스는 3-1로 이긴 리버풀과의 2020-21 UEFA 챔피언스리그 8강 1차전에서 2골을 기록했다.레알 마드리드는 준결승전에서  우승을 차지한 첼시에게 패했다.

## 출전 통계
| 클럽          | 시즌    | 리그 | 리그 | 리그 | 컵   | 컵   | 컵   | 대륙 | 대륙 | 대륙 | 기타 | 기타 | 기타 | 합계 | 합계 | 합계 |
| 클럽          | 시즌    | 출전 | 득점 | 도움 | 출전 | 득점 | 도움 | 출전 | 득점 | 도움 | 출전 | 득점 | 도움 | 출전 | 득점 | 도움 |
| ------------- | ------- | ---- | ---- | ---- | ---- | ---- | ---- | ---- | ---- | ---- | ---- | ---- | ---- | ---- | ---- | ---- |
| 플라멩구      | 2017    | 25   | 3    | 1    | 4    |      |      | 7    | 1    |      | 1    |      |      | 37   | 4    | 1    |
| 플라멩구      | 2018    | 12   | 4    | 3    | 2    |      |      | 5    | 2    |      | 13   |      |      | 32   | 10   | 3    |
| 플라멩구      | 소계    | 37   | 7    | 4    | 6    |      |      | 12   | 3    |      | 14   |      |      | 69   | 14   | 4    |
| 레알 마드리드 | 2018-19 | 18   | 1    |      | 8    | 2    | 6    | 3    |      | 2    | 1    |      |      | 31   | 3    | 8    |
| 레알 마드리드 | 2019-20 | 29   | 3    | 1    | 3    | 1    | 1    | 5    | 1    | 1    | 1    |      |      | 38   | 5    | 3    |
| 레알 마드리드 | 2020-21 | 35   | 3    | 3    | 1    |      |      | 12   | 3    | 1    | 1    |      |      | 49   | 6    | 4    |
| 레알 마드리드 | 2021-22 | 35   | 17   | 10   | 2    |      |      | 13   | 4    | 6    | 2    | 1    |      | 52   | 22   | 16   |
| 레알 마드리드 | 2022-23 | 33   | 10   | 10   | 5    | 3    | 3    | 12   | 7    | 5    | 5    | 3    | 2    | 55   | 23   | 20   |
| 레알 마드리드 | 2023-24 | 24   | 15   | 5    | 1    |      |      | 9    | 6    | 4    | 2    | 3    |      | 39   | 24   | 9    |
| 레알 마드리드 | 2024-25 | 28   | 11   | 5    | 6    | 1    | 2    | 12   | 8    | 2    | 4    | 1    | 3    | 50   | 21   | 12   |
| 레알 마드리드 | 소계    | 202  | 60   | 34   | 26   | 7    | 12   | 66   | 29   | 21   | 16   | 8    | 5    | 314  | 104  | 72   |

## 수상

#### 레알 마드리드
- 라리가 : 2019-20, 2021-22, 2023-24
- 국왕컵 : 2022-23
- 수페르코파 데 에스파냐 : 2020, 2022, 2024
- UEFA 챔피언스리그 : 2021-22, 2023-24
- UEFA 슈퍼컵 : 2022, 2024
- FIFA 클럽 월드컵 : 2018, 2022
- 인터컨티넨탈컵 : 2024

#### 브라질
- 남미 U-15 선수권 : 2015
- 남미 U-17 선수권 : 2017
- 브릭스 U-17 대회 : 2016

### 개인
- 남아메리카 U-17 선수권 최우수 선수 : 2017
- 라리가 이 달의 선수 : 21년 11월, 24년 3월, 24년 11월
- FIFA 클럽 월드컵 골든볼 : 2022
- UEFA 챔피언스리그 시즌의 선수 : 2023-24
- UEFA 챔피언스리그 시즌의 영플레이어 : 2021-22
- UEFA 챔피언스리그 시즌의 팀 : 2021-22, 2022-23, 2023-24
- FIFA 클럽 월드컵 골든볼 : 2022
- FIFA 인터컨티넨탈컵 최우수 선수 : 2024
- ESM 올해의 팀 : 2023-24
- FIFPRO 월드 11 : 2023, 2024
- 더 베스트 피파 남자 선수 : 2024
- 더 베스트 피파 11 : 2024
- 소크라치스 상 : 2023
- 삼바 골드 : 2023